# Edgars Krūmiņš
Ne doit pas être confondu avec Edgars Krūmiņš (en), le joueur d'échecs dans les années 1930
Edgars Krūmiņš, né le 16 octobre 1985 à Jelgava, est un joueur letton professionnel de basket à trois.
Il a joué pour plusieurs clubs de ligue de basket-ball lettone comme le BK Jelgava ou le BK Zemgale.
Il s'est tourné vers le basket-ball 3×3 dès 2010 et a joué dans le premier championnat du monde en 2012. En équipe nationale, il contribue aux succès aux championnats d'Europe (l'or en 2017, l'argent en 2018) et du monde (l'argent en 2019).
Pour les Jeux olympiques d'été de 2020, il participe au premier tournoi 3×3 olympique, il est associé à Kārlis Lasmanis, Nauris Miezis et Agnis Čavars ; ils finissent troisième de la phase de qualification et dans la phase finale ils battent successivement les Japonais en quart-de-finale, les Belges en demi-finale et les Russes (21-18 pour la finale).